# ديفيد وارد (إحاثي)
ديفيد وارد (بالإنجليزية: David Ward)‏‏ (من مواليد 10 أكتوبر 1948 في لندن)، هو عالم حفريات بريطاني.
عمل وارد جراحا مدة 14 عاما قبل أن ينتقل في العام 1988 من الطب إلى علم الأحياء القديمة، ورحل للعمل في هذه المهنة إلى أفريقيا وأستراليا والأمريكتين وأوزبكستان وروسيا وكازاخستان.
نشر أكثر من 50 مقالة علمية وشارك في تأليف كتاب ذائع الصيت عن الأحافير (سلسلة دليل سميثسونيان).
وفي 2007 حصل على جائزة سكينر.